# BAFTA (премия, 1995)
48-я церемония вручения наград премии BAFTA

1995
Лучший фильм: 

Четыре свадьбы и одни похороны 

Four Weddings and a Funeral 
Лучший британский фильм: 

Неглубокая могила 

Shallow Grave
Лучший неанглоязычный фильм: 

Жить 

Huózhe
< 47-я Церемонии вручения 49-я >
48-я церемония вручения наград премии BAFTA, учреждённой Британской академией кино и телевизионных искусств, за заслуги в области кинематографа за 1994 год состоялась в Лондоне в 1995 году.

## Полный список победителей и номинантов
| Победители выделены отдельным цветом. |

### Основные категории
| Категории                         | Победитель и номинанты                                                            |
| --------------------------------- | --------------------------------------------------------------------------------- |
| Лучший фильм                      | • «Четыре свадьбы и одни похороны» — Дункан Кенворти, Майк Ньюэлл                 |
| Лучший фильм                      | • «Криминальное чтиво» — Лоуренс Бендер, Квентин Тарантино                        |
| Лучший фильм                      | • «Форрест Гамп» — Уэнди Файнерман, Стив Тиш, Стив Старки, Роберт Земекис         |
| Лучший фильм                      | • «Телевикторина» — Майкл Джейкобс, Джулиан Крэйнин, Майкл Нозик, Роберт Редфорд  |
| Лучший британский фильм           | • «Неглубокая могила» — Эндрю МакДональд, Дэнни Бойл                              |
| Лучший британский фильм           | • «Священник» — Джордж Фабер, Джозефин Уорд, Антония Бёрд                         |
| Лучший британский фильм           | • «Баджи на пляже» — Надин Марш-Эдвардс, Гуриндер Чадха                           |
| Лучший британский фильм           | • «Пятый в квартете» — Финола Дуайер, Стивен Вулли, Йен Софтли                    |
| Лучший неанглоязычный фильм       | • «Жить» (режиссёр — Чжан Имоу; страна — Китай)                                   |
| Лучший неанглоязычный фильм       | • «Изящная эпоха» (режиссёр — Фернандо Труэба; страна — Испания)                  |
| Лучший неанглоязычный фильм       | • «Три цвета: Красный» (режиссёр — Кшиштоф Кесьлёвский; страна — Франция, Польша) |
| Лучший неанглоязычный фильм       | • «Есть, пить, мужчина, женщина» (режиссёр — Энг Ли; страна — Китай, Тайвань)     |
| Лучшая режиссёрская работа        | • Майк Ньюэлл — «Четыре свадьбы и одни похороны»                                  |
| Лучшая режиссёрская работа        | • Роберт Земекис — «Форрест Гамп»                                                 |
| Лучшая режиссёрская работа        | • Кшиштоф Кесьлёвский — «Три цвета: Красный»                                      |
| Лучшая режиссёрская работа        | • Квентин Тарантино — «Криминальное чтиво»                                        |
| Лучшая мужская роль               | • Хью Грант — «Четыре свадьбы и одни похороны»                                    |
| Лучшая мужская роль               | • Том Хэнкс — «Форрест Гамп»                                                      |
| Лучшая мужская роль               | • Джон Траволта — «Криминальное чтиво»                                            |
| Лучшая мужская роль               | • Теренс Стемп — «Приключения Присциллы, королевы пустыни»                        |
| Лучшая женская роль               | • Сьюзан Сарандон — «Клиент»                                                      |
| Лучшая женская роль               | • Ирен Жакоб — «Три цвета: Красный»                                               |
| Лучшая женская роль               | • Ума Турман — «Криминальное чтиво»                                               |
| Лучшая женская роль               | • Линда Фиорентино — «Последнее соблазнение»                                      |
| Лучшая мужская роль второго плана | • Сэмюэль Л. Джексон — «Криминальное чтиво»                                       |
| Лучшая мужская роль второго плана | • Пол Скофилд — «Телевикторина»                                                   |
| Лучшая мужская роль второго плана | • Джон Ханна — «Четыре свадьбы и одни похороны»                                   |
| Лучшая мужская роль второго плана | • Саймон Кэллоу — «Четыре свадьбы и одни похороны»                                |
| Лучшая женская роль второго плана | • Кристин Скотт Томас — «Четыре свадьбы и одни похороны»                          |
| Лучшая женская роль второго плана | • Салли Филд — «Форрест Гамп»                                                     |
| Лучшая женская роль второго плана | • Шарлотта Коулман — «Четыре свадьбы и одни похороны»                             |
| Лучшая женская роль второго плана | • Анжелика Хьюстон — «Загадочное убийство в Манхэттене»                           |
| Лучший адаптированный сценарий    | • «Телевикторина» — Пол Аттанасио                                                 |
| Лучший адаптированный сценарий    | • «Форрест Гамп» — Эрик Рот                                                       |
| Лучший адаптированный сценарий    | • «Версия Браунинга» — Рональд Харвуд                                             |
| Лучший адаптированный сценарий    | • «Клуб радости и удачи» — Эми Тан, Рональд Басс                                  |
| Лучший адаптированный сценарий    | • «Три цвета: Красный» — Кшиштоф Кесьлёвский, Кшиштоф Песевич                     |
| Лучший оригинальный сценарий      | • «Криминальное чтиво» — Квентин Тарантино, Роджер Эвери                          |
| Лучший оригинальный сценарий      | • «Филадельфия» — Рон Нисуонер                                                    |
| Лучший оригинальный сценарий      | • «Четыре свадьбы и одни похороны» — Ричард Кёртис                                |
| Лучший оригинальный сценарий      | • «Приключения Присциллы, королевы пустыни» — Стефан Эллиот                       |

### Другие категории
| Категории                                                          | Победитель и номинанты                                                                   |
| ------------------------------------------------------------------ | ---------------------------------------------------------------------------------------- |
| Лучшая музыка к фильму                                             | • «Пятый в квартете» — Дон Уоз                                                           |
| Лучшая музыка к фильму                                             | • «Король Лев» — Ханс Циммер                                                             |
| Лучшая музыка к фильму                                             | • «Четыре свадьбы и одни похороны» — Ричард Родни Беннетт                                |
| Лучшая музыка к фильму                                             | • «Приключения Присциллы, королевы пустыни» — Гай Гросс                                  |
| Лучшая операторская работа                                         | • «Интервью с вампиром» — Филипп Руссело                                                 |
| Лучшая операторская работа                                         | • «Форрест Гамп» — Дон Бёрджесс                                                          |
| Лучшая операторская работа                                         | • «Криминальное чтиво» — Анджей Секула                                                   |
| Лучшая операторская работа                                         | • «Приключения Присциллы, королевы пустыни» — Брайан Дж. Бреэни                          |
| Лучшие визуальные эффекты                                          | • «Форрест Гамп» — Кен Ралстон, Джордж Мёрфи, Стивен Розенбаум, Аллен Холл, Даг Чианг    |
| Лучшие визуальные эффекты                                          | • «Маска» — Скотт Сквайерс, Стив Уильямс, Том Бертино, Джон Фархат                       |
| Лучшие визуальные эффекты                                          | • «Скорость» — Рон Бринкман, Ричард Холландер, Бойд Шермис, Джон Фрэйзер                 |
| Лучшие визуальные эффекты                                          | • «Правдивая ложь» — Джон Бруно, Томас Фишер, Жак Стровис, Патрик Маккланг, Джеми Диксон |
| Лучший грим                                                        | • «Приключения Присциллы, королевы пустыни» — Кэсси Хэнлон, Анджела Конт Страйкмайер     |
| Лучший грим                                                        | • «Маска» — Грег Кэнном, Шерил Ли Птэк                                                   |
| Лучший грим                                                        | • «Миссис Даутфайр» — Грег Кэнном, Ве Нилл, Иоланда Туссьен                              |
| Лучший грим                                                        | • «Интервью с вампиром» — Стэн Уинстон, Мишель Бёрк, Джэн Арчибальд                      |
| Лучший дизайн костюмов                                             | • «Приключения Присциллы, королевы пустыни» — Лиззи Гардинер, Тим Чаппел                 |
| Лучший дизайн костюмов                                             | • «Маленькие женщины» — Коллин Этвуд                                                     |
| Лучший дизайн костюмов                                             | • «Интервью с вампиром» — Сэнди Пауэлл                                                   |
| Лучший дизайн костюмов                                             | • «Четыре свадьбы и одни похороны» — Линди Хемминг                                       |
| Лучшая работа художника-постановщика                               | • «Интервью с вампиром» — Данте Ферретти                                                 |
| Лучшая работа художника-постановщика                               | • «Маска» — Крэйг Стернс                                                                 |
| Лучшая работа художника-постановщика                               | • «Франкенштейн Мэри Шелли» — Тим Харви                                                  |
| Лучшая работа художника-постановщика                               | • «Приключения Присциллы, королевы пустыни» — Оуэн Патерсон, Колин Гибсон                |
| Лучший монтаж                                                      | • «Скорость» — Джон Райт                                                                 |
| Лучший монтаж                                                      | • «Форрест Гамп» — Артур Шмидт                                                           |
| Лучший монтаж                                                      | • «Криминальное чтиво» — Салли Менке                                                     |
| Лучший монтаж                                                      | • «Четыре свадьбы и одни похороны» — Джон Грегори                                        |
| Лучший звук                                                        | • «Скорость» — Стивен Хантер Флик, Стив Маслоу и другие…                                 |
| Лучший звук                                                        | • «Король Лев» — Терри Портер, Мэл Меткалф, Дэвид Дж. Хадсон и Док Кейн                  |
| Лучший звук                                                        | • «Криминальное чтиво» — Стивен Хантер Флик, Кен Кинг и другие…                          |
| Лучший звук                                                        | • «Пятый в квартете» — Гленн Фримантл, Крис Манро, Робин О’Донохью                       |
| Лучший анимационный короткометражный фильм                         | • The Big Story — Тим Уоттс, Дэвид Стотен                                                |
| Лучший анимационный короткометражный фильм                         | • Stressed — Карен Келли                                                                 |
| Лучший анимационный короткометражный фильм                         | • Pig & Pog — Карла Шелли, Питер Пик                                                     |
| Лучший анимационный короткометражный фильм                         | • The Monk and the Fish — Патрик Эвано, Жак Реми Жирар, Майкл Дьюдок Де Уит              |
| Лучший короткометражный фильм                                      | • Zinky Boys Go Underground — Татьяна Кеннеди, Пол Тиккелл                               |
| Лучший короткометражный фильм                                      | • That Sunday — Дэн Зефф, Дамиано Вукотик                                                |
| Лучший короткометражный фильм                                      | • Marooned — Андреа Колдервуд, Джонас Гримос                                             |
| Лучший короткометражный фильм                                      | • Lost Mojave — Владимир Петрович, Джонатан Кордиш                                       |
| Michael Balcon Award за вклад в развитие британского кинематографа | • Ридли Скотт и Тони Скотт — режиссёры, продюсеры                                        |
| BAFTA Academy Fellowship Award                                     | • Билли Уайлдер — режиссёр, сценарист, продюсер                                          |